# Tyrannosaurinae
Podčeleď Tyrannosaurinae patří do čeledi Tyrannosauridae a zahrnuje samotný rod Tyrannosaurus a zhruba pět jemu blízce příbuzných rodů. Jedná se o středně velké až obří masožravé dinosaury (teropody), rozšířené koncem křídového období v Severní Americe a Asii. Typickým znakem je masivní lebka s velkými zuby, uzpůsobenými k drcení a párání kořisti.

## Paleobiologie

Velikostní srovnání různých tyranosaurinů.

Největší zástupci (rod Tyrannosaurus a Tarbosaurus) měřili zřejmě 12–13 metrů na délku a jejich hmotnost dosahovala 6 až 9 tun. I nejmenší druhy (Nanuqsaurus hoglundi) zřejmě dosahovaly délky kolem šesti metrů a hmotnosti zhruba jedné tuny. Jejich zadní končetiny byly relativně dlouhé a mohutné, uzpůsobené k rychlému pohybu (zřejmě až přes 40 km/h). Naopak jejich přední končetiny byly relativně krátké, až téměř zakrnělé.
Objev obratle z Montany, obsahující stopy po zubech subadultního tyranosaura ukazují, že tito obří predátoři dokázali drtit kosti již v poměrně raném věku (asi 11 až 12 let).
Je možné, že i obří tyranosaurini lovili v některých obdobích života či v některých situacích v malých smečkách, přesvědčivé a jednoznačné fosilní doklady takového chování ale zatím chybí. Nasvědčovat mu může objev velkého množství koster druhu Tarbosaurus bataar z mongolské Gobi, o přímý důkaz smečkového chování se ale nejedná.

## Popis
Síla čelistního stisku a spolu s ní i odolnost čelistí a celé lebky proti extrémně velkým tlakům se výrazně zvyšovala u dospívajících tyranosaurinů. Detailní výzkum síly čelistního stisku tyranosauroidů, publikovaný v roce 2023 dokázal, že spolu s rostoucími rozměry se nezávisle ještě více zesilovala schopnost drtivého stisku, jehož vrcholným projevem byly enormně mohutné čelisti druhu Tyrannosaurus rex, schopné drtit i pevnou kostní hmotu jiných velkých obratlovců.
Výzkum stavby spodní čelisti ukazuje, že tyranosauři měli patrně citlivý senzorický systém na jejich konci. Ten jim umožňoval detailně prozkoumat jakékoliv objekty v dosahu, a to včetně kořisti, mláďat, jiných tyranosaurů, apod. Je možné, že tato funkce, kterou tyranosauři sdílejí se současnými krokodýly a vodními ptáky, umožňovala těmto dinosaurům lépe pečovat o svá mláďata, stavět hnízda nebo lépe a přesněji uchopovat do čelistí předměty. Detailnímu výzkumu byla podrobena i někdejší neurovaskulární tkáň v rostrální část lebky tyranosaurů.
U tyranosauřího jedince „Sue“ byly objeveny kruhové otvory na dolních čelistech, které byly podle některých paleontologů způsobeny infekcí parazitickým prvokem. Podle jiných výzkumů se ale nejednalo o následek infekce, nýbrž o mechanická poranění, způsobená zuby jiného tyranosaura při vnitrodruhových soubojích.

## Paleogeografie a výskyt
Pozůstatky tyranosaurinů jsou poměrně četné a dosti kompletní, proto se jedná o relativně dobře známou skupinu. Již v roce 1910 bylo objeveno na jediné lokalitě větší množství jedinců albertosaura, kteří zde zřejmě zahynuli společně. Zdá se tedy, že i velcí tyranosauridi (včetně samotného tyranosaura a tarbosaura) mohli být alespoň v některých obdobích gregaričtí (žít a lovit ve smečkách). Představovali dominantní predátory svrchnokřídové Severní Ameriky a Asie.

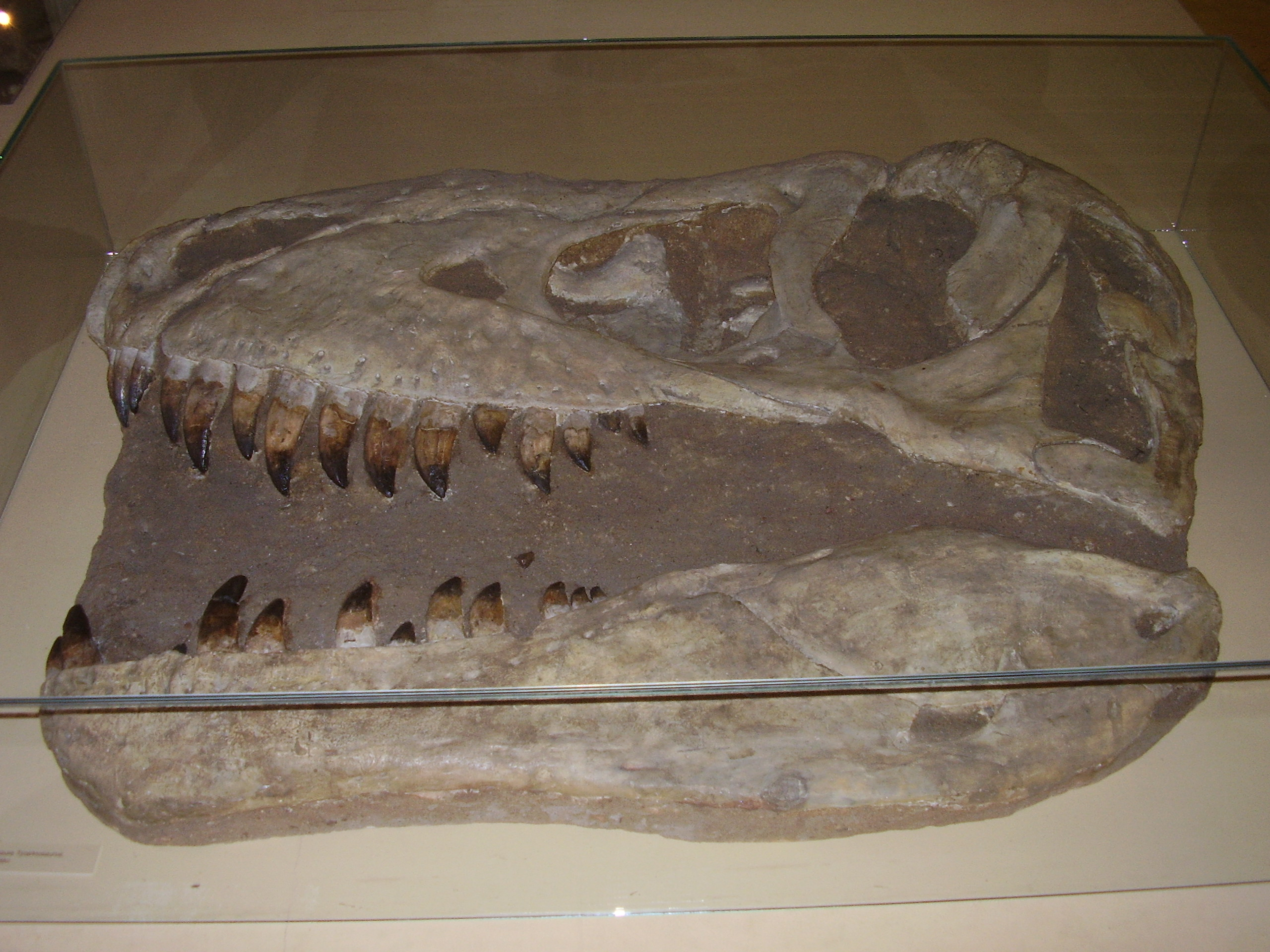
Tarbosaurus bataar - odlitek lebky v Národním muzeu (2007)

Fosilní zuby velkých tyranosauridů byly objeveny také na ruském Dálném Východě (v oblasti povodí řeky Amur), nedaleko čínských hranic. Zatím neznámé a formálně nepopsané druhy obřích tyranosauridů tu existovaly v období pozdního maastrichtu, asi před 69 až 66 miliony let (tedy na úplném konci druhohorní éry).
Objev izolované slzní kosti (lakrimálu) obřího tyranosaurida ve velikostní kategorii dospělce druhu T. rex v Montaně roku 1903 by mohl naznačovat, že gigantičtí tyranosauridi existovali již v období pozdního geologického věku kampánu, asi před 79 až 75 miliony let. Fosilie pravděpodobně pochází ze sedimentů geologického souvrství Judith River.

## Zástupci skupiny
- Alioramus
- Bistahieversor
- Daspletosaurus
- Dynamoterror
- Lythronax
- Nanuqsaurus
- Qianzhousaurus
- Tarbosaurus
- Teratophoneus[18]
- Thanatotheristes
- Tyrannosaurus
- Zhuchengtyrannus
- Nanotyrannus?[19]
- Raptorex?

## Systematika
Vývojové vztahy a průběh evoluce u daspletosaura a dalších tyranosauridů je nicméně stále otevřenou otázkou, do značné míry závislou na podobě výzkumu a množství i kvalitě vstupních informací pro fylogenetické analýzy.

### Česká literatura
- Socha, Vladimír (2019). Legenda jménem Tyrannosaurus rex. Pavel Mervart, ISBN 978-80-7465-369-8.